# Residencia Kangdong
La Residencia Kangdong  es la casa de verano y la segunda residencia principal del líder norcoreano Kim Jong-un además de la Residencia Ryongsong.

## Localización
La residencia se encuentra en Kangdong-gun, un condado suburbano de Pionyang, a unos 30 km (19 millas) al noreste de la Plaza Kim Il-sung. El río Taedong está a solo 1 km (0.62 millas) al norte. El tamaño del complejo  completo es de alrededor de 4 km² (1.5 millas cuadradas). De acuerdo con el ex guardaespaldas de Kim Jong-il, Lee Young-kuk, hay al menos ocho residencias del líder norcoreano fuera de Pionyang.

## Descripción
El complejo fue construido en la década de 1980 y se expandió en la década de 1990 bajo el orden de Kim Jong-il. Contiene edificios para Kim Jong-il, su difunta esposa Ko Yong-hui, su hermana Kim Kyong-hui y su cuñado Jang Sung-taek. El área se usa principalmente como residencia de verano, para pasar las vacaciones o para fiestas con funcionarios cercanos. La propiedad tiene un jardín elaborado, en torno a muchos lagos. Hay numerosas casas de huéspedes y una sala de banquetes. Todo el complejo es un área de máxima seguridad, rodeada por dos líneas de vallas blindadas con casetas de guardias y puestos de control, claramente visibles en las imágenes de satélite.  El antiguo cocinero de Kim Jong-il, Kenji Fujimoto, trabajó y vivió en una casa de huéspedes dentro del complejo y proporcionó algunas fotografías con fecha de 1989. El análisis de imágenes de satélite mostró que el área cambió significativamente desde entonces e incluso después de 2006 se establecieron nuevos edificios y una nueva estación de ferrocarril. Los desertores informaron que en Hyangmok-ri, no lejos de la residencia y del mausoleo de Tangun, se está construyendo el lugar de nacimiento de Kim Jong-un,  aunque en realidad nació en Changsong, en la provincia de Pyongang del Norte. 

## Facilidades
- Instalaciones de entretenimiento amuebladas con bolos, tiro y patinaje
- Establos de caballos y una pista de carreras
- Campo de fútbol
- El aeródromo de Kangdong está a 4 km (2.5 mi) al sur